# دهه ۵۲۰ (میلادی)
دهه ۵۲۰ (میلادی) دهه پنجاه و دوم تقویم میلادی است.

## اشخاص سرشناس
- Ahkal Mo' Nahb I، Ajaw (Lord) of Palenque (امپراتوری مایا)
- بوئتیوس، فیلسوف
- شیلدبرت یکم، پادشاه فرانک‌ها، ۵۲۴–۵۵۸
- Clodoald، قدیس
- کلودومر، پادشاه اورلئان، ۵۱۱–۵۲۴
- کلوتار یکم، پادشاه فرانک‌ها
- Dionysius Exiguus, مخترع پس از میلاد
- گودومار، پادشاه بورگوندی‌ها
- Guntheuc، ملکه اورلئان
- ژوستین یکم، امپراتوری روم شرقی، ۵۱۸–۵۲۷
- Kaleb of Axum، پادشاه اتیوپی
- Sigismund of Burgundy، پادشاه بورگوندی‌ها، ۵۱۶–۵۲۴
- تئودوریک بزرگ، پادشاه استروگوت‌ها، ۴۷۵–۵۲۶

‎